# Silly Love Songs
«Silly Love Songs» (с англ. — «Глупые песни о любви») — песня в исполнении группы Wings, написанная Полом Маккартни и Линдой Маккартни с альбома Wings at the Speed of Sound, вышедшая в апреле 1976 года и возглавлявшая чарты США (Billboard Hot 100, 4 недели № 1). В Великобритании он вышел 30 апреля 1976 года и достиг второго места в UK Singles Chart. Сингл был сертифицирован Американской ассоциацией звукозаписывающих компаний (Recording Industry Association of America) в золотом статусе за продажи в объёме более чем 1 млн копий.

## История
Песня стала № 1 по итогам всего 1976 года в США, возглавив Billboard Year-End. В 2008 году песня была названа под № 31 в списке «Лучших песен всех времён» журнала Billboard (Billboard’s Greatest Songs of All Time), посвящённом 50-летию с начала выхода хит-парада Billboard Hot 100. В журнале Rolling Stone критик провёл следующую аналогию для песни «Silly Love Songs» — разговор на философские темы с супругами Маккартни.
- Британский певец Грег Бонэм (Greg Bonham) исполнил эту песню в Москве на своём концерте, который был записан и издан фирмой «Мелодия» на виниловой пластинке (LP С60-11121-2) в 1978 году[10].
- Гитарист и певец Денни Лэйн (член Wings) включил кавер песни «Silly Love Songs» в свой альбом Performs the Hits of Wings в 2007 году[11].

## Позиции в хит-парадах
| Хит-парад (1976)            | Позиция |
| --------------------------- | ------- |
| Canadian Singles Chart      | 1       |
| UK Singles Chart            | 2       |
| U.S. Billboard Hot 100      | 1       |
| U.S. Hot Adult Contemporary | 1       |

| Хит-парад (1976)      | Позиция |
| --------------------- | ------- |
| Канада (RPM Year-End) | 10      |